# Hendiadys
Een hendiadys is een stijlfiguur waarbij een begrip wordt aangeduid door twee zelfstandige naamwoorden aan elkaar te koppelen door "en", in plaats van de gebruikelijkere samenstelling bijvoeglijk plus zelfstandig naamwoord. De naam is afgeleid van de Griekse woorden ἑν (één), διά (door) en δύο (twee). Één begrip wordt dus weergegeven door twee nevengeschikte begrippen.
In plaats van
De maan goot zilveren licht
wordt geschreven:
De maan goot licht en zilver.
Een beroemd voorbeeld is het Bijbelvers 1 Korintiërs 13.12, waar Paulus in plaats van
We zien in een duistere spiegel
schrijft:
We zien in een spiegel en in het duister.
De stijlfiguur komt veel voor in het Grieks en Latijn en is daarvandaan het Nederlands binnengekomen.

## Voorbeelden
In het Middelnederlands en in zeventiende-eeuws Nederlands behoorde de hendiadys tot het algemene taalgebruik en meestal drukt de nevenschikking dan een onderschikkende betrekking uit. Enkele voorbeelden:
- Nemt hier zeghel ende brief (gezegelde brief)
- Die ridder nam hant ende swert  ( 't zwaard ter hand)
- Men zal uw kloeck beleit met eere en ampten kronen (met ereambten)[2]

Een andere vorm is het uitdrukken van wat in modern Nederlands wordt geformuleerd als: zitten te plus een infinitief, staan te plus een infinitief et cetera. Vaak staat dan voor en de bepaling die bij het tweede werkwoord (in de moderne vorm dus de infinitief) hoort.  Zo drukte Jacob Cats eens uit dat iemand uien zat te schillen:
- Een waterlantsche Trijn sat eens ajuyn en schelde.[3]

Juristen gebruiken sinds de invoering van het nieuwe Burgerlijk Wetboek in 1992 een hendiadys voor de gedragsnorm die het Nederlands recht kenmerkt. De woorden vormen één geheel. Het begrip omvat zowel de goede trouw genoemd in art. 1374 lid 3 als de billijkheid van art. 1375 van het oude BW.
- Redelijkheid en billijkheid